# ریتسولی لیبری
ریتسولی لیبری (انگلیسی: Rizzoli Libri) یک ناشر کتاب ایتالیایی و بخشی از موندادوری لیبری، یک شرکت تابعه تحت تملک آرنولدو موندادوری ادیتوره است.